# Sven Sökler
Sven Sökler (* 9. November 1984 in Nagold) ist ein ehemaliger deutscher Fußballspieler.

## Karriere
Sökler kam über die Jugendabteilungen von Haiterbach, Ergenzingen und Stuttgart (VfB) in die erste Mannschaft der Ergenzinger, versuchte sich dann aber am Profifußball: Bei den Stuttgarter Kickers rückte er unter Trainer Robin Dutt von der zweiten in die erste Mannschaft auf und spielte in der drittklassigen Regionalliga Süd. 2008 erfolgte dann der Wechsel zum Regionalliga-Konkurrenten SSV Reutlingen, wo Sökler allerdings nicht in Fahrt kam.
In der Winterpause 2008/09 erfolgte dann der Wechsel zum Regionalligisten SV Darmstadt 98, bei dem Sökler überzeugte und sich über die folgenden Saisons zum Publikumsheld mausern konnte. Am Ende der Saison 2010/11 stand der Aufstieg der Lilien in die 3. Liga an, an dem Sökler maßgeblichen Anteil hatte. Sein Treffer zum 3:0 beim 4:0-Sieg am 34. Spieltag gegen den FC Memmingen kam in die Auswahl zum Tor des Monats Mai 2011 der ARD-Sportschau. Nur wenige Stunden nach dem Aufstieg des SV 98 verkündete Sökler den Wechsel zum Drittligisten 1. FC Saarbrücken. Im Sommer 2013 folgte dann der Wechsel innerhalb der Liga nach Heidenheim. Mit den Heidenheimern stieg er im Sommer 2014 zwar in die 2. Bundesliga auf, kam dort aber nicht zum Einsatz und kehrte Ende August 2014 zu den mittlerweile in die Regionalliga abgestiegenen Saarbrückern zurück. Als Vizemeister der Saison 2014/15 scheiterte er mit dem FCS in den Aufstiegsspielen an der Rückkehr in die 3. Liga.
Nach drei Jahren beim 1. FC Saarbrücken schloss sich Sökler zur Spielzeit 2017/18 dem FC 08 Homburg in der Oberliga Rheinland-Pfalz/Saar an. Ab 2020 war er für ein Jahr spielender Co-Trainer bei der Zweitmannschaft des Klubs, 2021 wurde er Co-Trainer bei der Regionalligamannschaft. Nach der Entlassung von Timo Wenzel übernahm er interimistisch den Cheftrainerposten beim FC 08 Homburg, in seiner ersten Partie unterlag man im Halbfinale des Saarlandpokals dem klassenhöheren 1. FC Saarbrücken nach Verlängerung.

## Privates
Sein jüngerer Bruder Marcel ist ebenfalls Fußballspieler und war in der Saison 2012/13 mit ihm beim 1. FC Saarbrücken aktiv.